# Hilgerkapelle
Die Hilgerkapelle (früher auch: Maria Dorfen) ist eine Kapelle in der römisch-katholischen Pfarrei St. Andreas in Berchtesgaden in Bayern in der Erzdiözese München und Freising.

## Gebäude und Geschichte
Die Hilgerkapelle im Stil des Spätbarock wurde im Zuge der Berchtesgadener Gegenreformation unter Fürstpropst Julius Heinrich von Rehlingen-Radau 1725 erbaut. (Die Pläne dazu erstellte 1723 Hochzimmermeister Peter Wenig, erbaut und fertiggestellt wurde sie 1725 durch Hofmaurermeister Peter Schaffner, der auch die Wallfahrtskirche Mariä Heimsuchung errichtet hatte – beide stammten aus Berchtesgaden. Der Anbau von Sakristei und Turm erfolgte 1727.) Die Kirchweih wird alljährlich am 21. November (Mariä Opferung) gefeiert, wofür 1726 von Papst Benedikt XIII. ein „Ablassbrief“ ausgestellt wurde.
Die Bezeichnung als „Hilgerkapelle“ leitet sich von der alteingesessenen und angesehenen Berchtesgadener Familie Hilger ab – und zwar indirekt von dem „Bürger und Verleger“ Adam Hilger († 23. Juli 1697), dem im Nonntal die „Hilgerbehausung“ sowie „unter dem Lockstein“ das „Hilgerlehen“ zu eigen war. Dessen Witwe Ursula Regina (* 1664) heiratete am 21. April 1698 ihren zweiten Ehemann Josef Seefeldner (1669–1733, Bürgermeister und Holzverleger) – und dieses Ehepaar stiftete 1725 den Bau der Kapelle sowie ursprünglich auch noch 32 Messen pro Jahr. (1948 wurden nur noch zwei Messen in der Kapelle gehalten – eine am Kirchweihtag und eine „Hilgermette“ in der Nacht von Heiligabend zum ersten Weihnachtsfeiertag.)
Der andere Name „Kapelle Maria Dorfen“ leitet sich von dem Gnadenbild Maria Dorfen in der Wallfahrtskirche Mariä Himmelfahrt in der Stadt Dorfen ab. Da der Dorfener Ortsteil Wasentegernbach ab dem 16. Jahrhundert eine Hofmark die Berchtesgadener Fürstpropstei war, gelangte eine Kopie des Gnadenbildes in die Kapelle, weswegen sich für die Kapelle im Berchtesgadener Gemeindearchiv in einem Kapitalienverzeichnis von 1775 noch die Bezeichnung „Maria Dorfen“ nachweisen lässt, die aber später in Vergessenheit geriet bzw. nicht mehr gebräuchlich war.
Am 24. Mai 1867 ging die Kapelle unentgeltlich an die damals noch eigenständige Gemeinde Salzberg über, die seit 1972 eine Gemarkung der Gemeinde Berchtesgaden ist. Bei Renovierungen im Jahr 1957 gelang die Freilegung des Altars von 1778.
Im Zuge der Totalrenovierung 1981 bis 1982 wurde das Blechdach zugunsten einer Schindeleindeckung entfernt. Dank Spenden des Lions-Clubs Rupertigau kam 1982 zur bis dahin einzigen Glocke mit dem Ton „F“ eine zweite mit dem Ton „As“ hinzu.
Die 1991 gemachte Entdeckung eines Korbes mit alten Grabkugeln sowie eines kleinen Schreins mit einem liegenden Jesus aus Holz führte zur Erkenntnis, dass in der Hilgerkapelle bereits in früheren Zeiten die Nachbildung eines Heiligen Grabes zur stillen Kontemplation eingeladen hatte. Nach einigen weiteren Funden wird seit 1994 wieder alljährlich von Gründonnerstag bis Karsamstag in der Hilgerkapelle das restaurierte sowie in Teilen gänzlich neu gefertigte „Heilige Grab“ aufgestellt.
Am 7. Juli 2014 wurde der Turm der Kapelle durch einen Blitzeinschlag stark beschädigt und insbesondere der Dachstuhl des Turms dabei „regelrecht gespalten“. Bereits im Jahr darauf konnte vermeldet werden, dass der Turm „wieder im Glanze strahlt“, da das Gebäude versichert war.
Soweit bekannt, wurde die Kapelle renoviert in den Jahren 1880, 1932, 1957 und 1981/82.

## Ausstattung
Die Stuckarbeiten im Inneren der Kapelle stammen von dem Wiener Stuckateur Jakob Gallo, der damals im Salzburger Schloss Mirabell arbeitete.
Der 1957 bei Renovierungsarbeiten wieder freigelegte Altar im Stil des späten Rokoko wurde 1778 von Hoftischler Christoph Tatz aus Berchtesgaden geschaffen, der auch den Altar in der Kirche Maria Kunterweg schuf. Die beiden Statuen zeigen links den Hl. Josef und rechts den Hl. Joachim, das Altarbild im Zentrum ist eine Kopie des Gnadenbildes von Maria Dorfen mit dem eingemalten Spruchband: „Die allerseligste Jungfrau, Mutter Gottes und wundertätige Maria in Dorfen“.

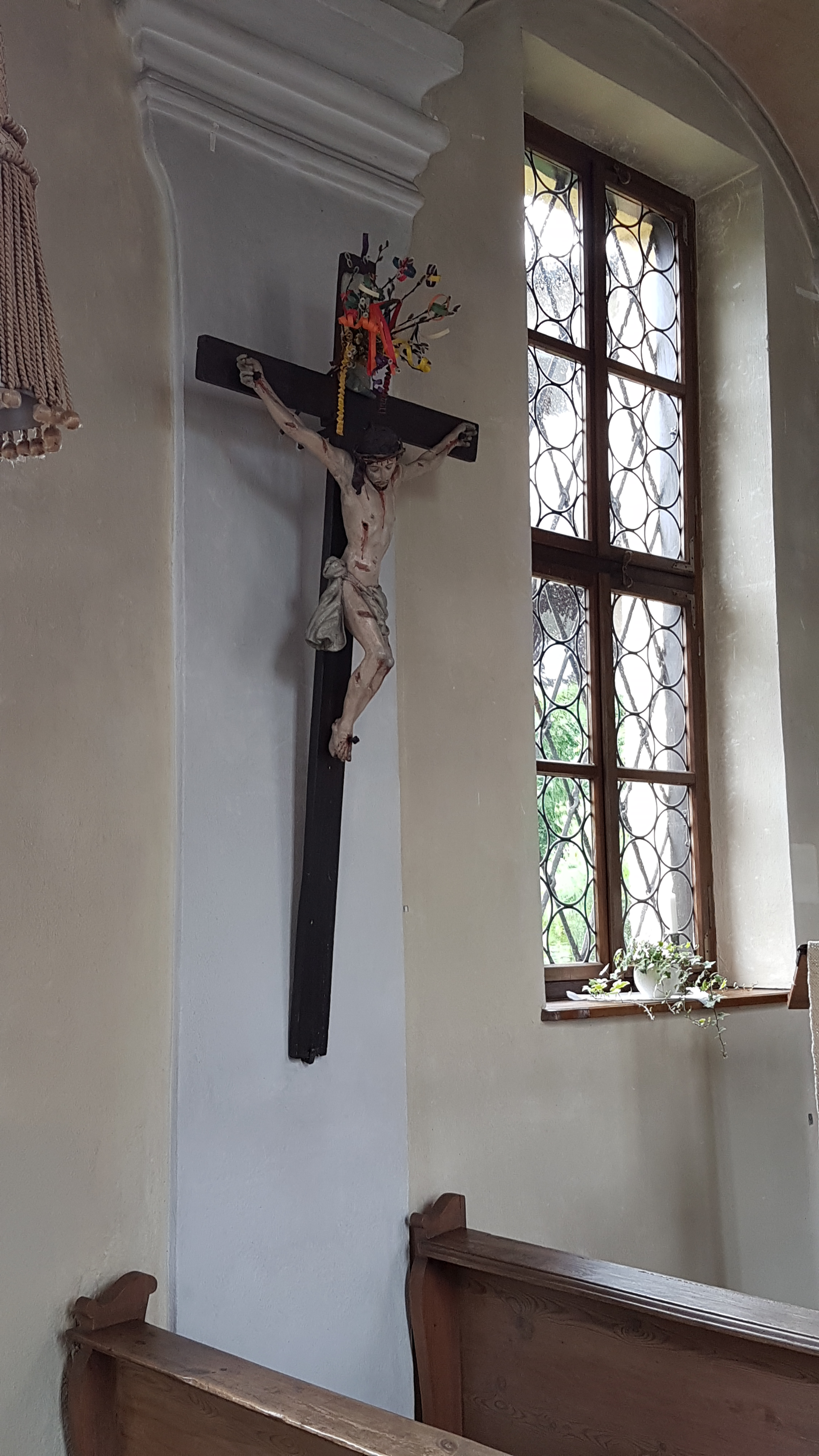
Innenansicht links mit Kreuz
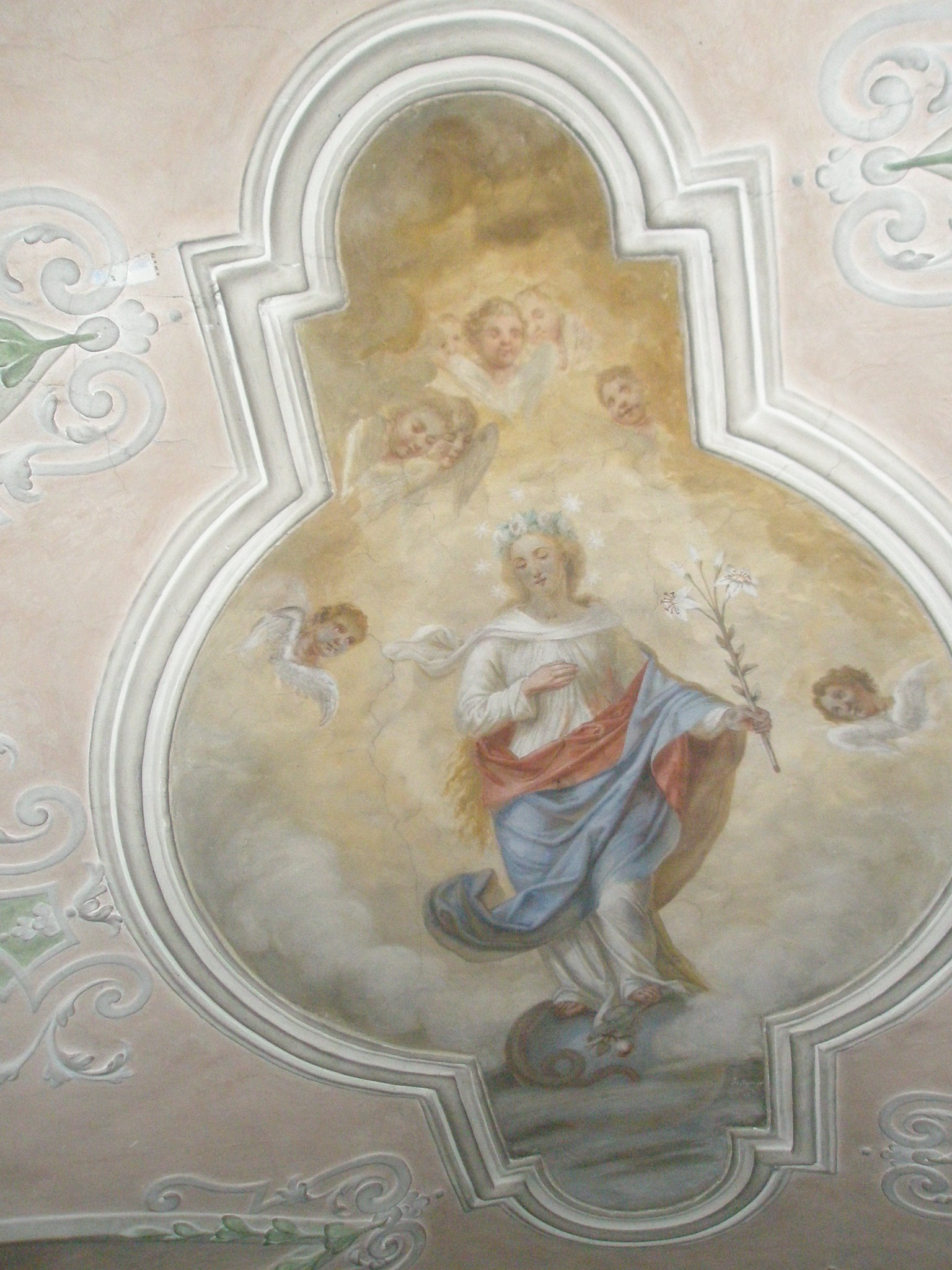
Deckengemälde
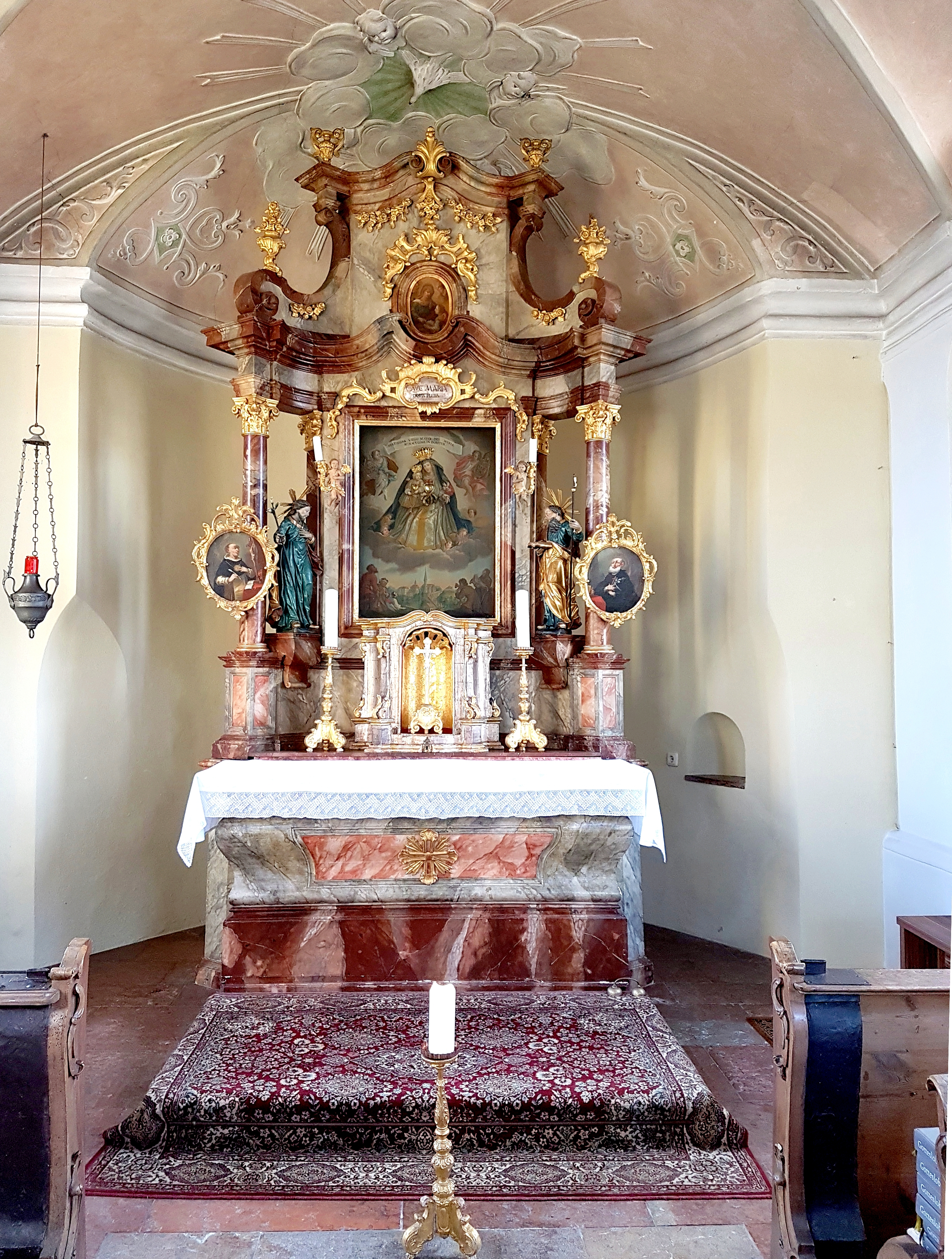
Hochaltar von 1778
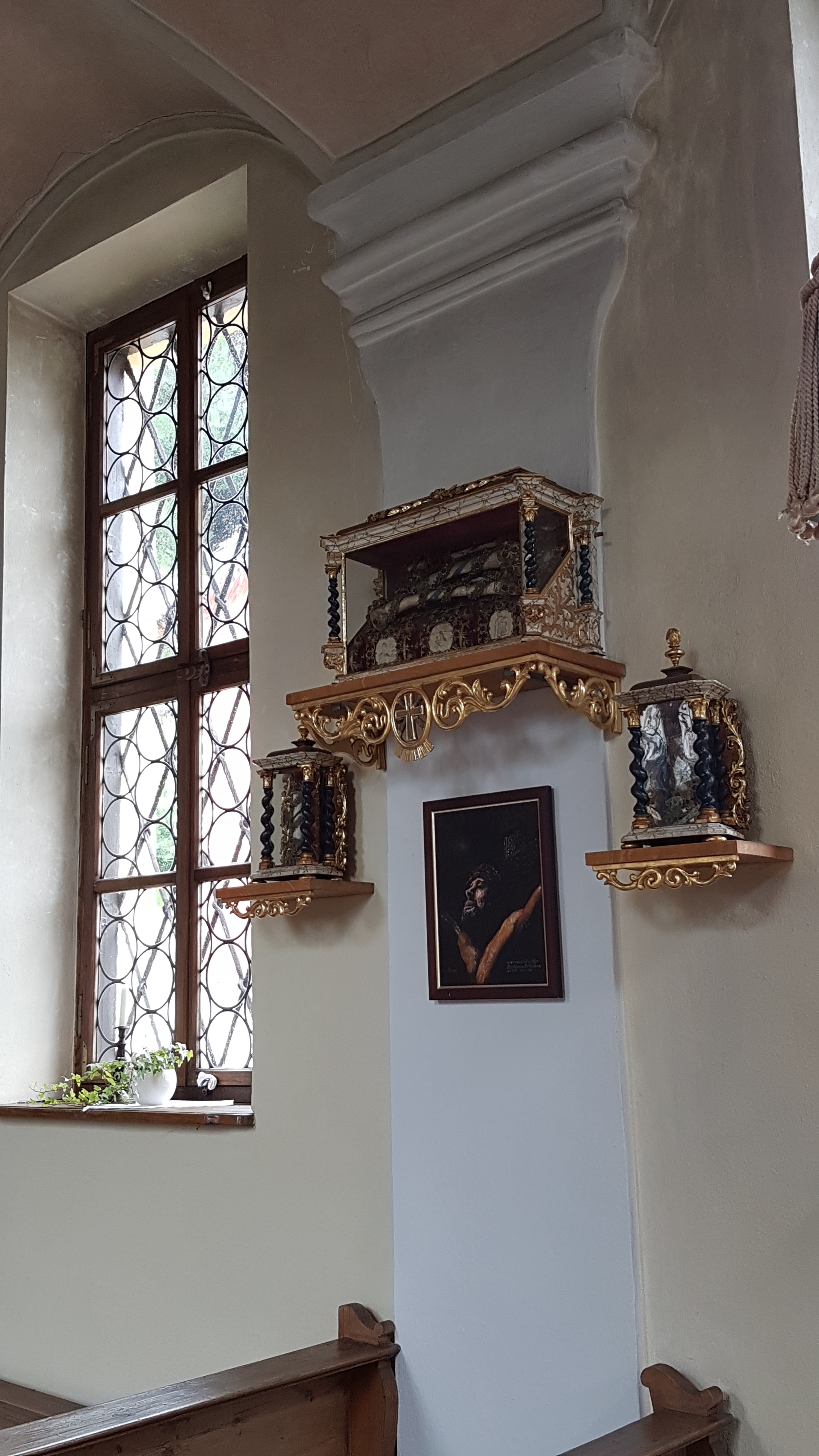
Innenansicht rechts mit drei Reliquiaren und einem Gemälde des Gekreuzigten